# جان ماس (دراج)
جان ماس (بالهولندية: Jan Maas) مواليد 17 يونيو 1900 في ستينبيرخن، هولندا - الوفاة 5 سبتمبر 1977 في ستينبيرخن، هولندا، كان دراج هولندي. سبق أن شارك في دورة الألعاب الأولمبية الصيفية وفاز بميدالية أولمبية.

## الميداليات
| الميدالية | المسابقة                       |
| --------- | ------------------------------ |
| فضية      | الألعاب الأولمبية الصيفية 1928 |

## روابط خارجية
- جان ماس على موقع أرشيف الدراجات (الإنجليزية)
- جان ماس على موقع CycleBase (الإنجليزية)
- جان ماس على موقع أوليمبيديا (الإنجليزية)